# Bibiano Hernández
Bibiano Hernández är en ort i Mexiko.   Den ligger i kommunen Olintla och delstaten Puebla, i den sydöstra delen av landet, 170 km öster om huvudstaden Mexico City. Bibiano Hernández ligger 882 meter över havet och antalet invånare är 642.
Terrängen runt Bibiano Hernández är huvudsakligen kuperad, men västerut är den bergig. Runt Bibiano Hernández är det ganska tätbefolkat, med 104 invånare per kvadratkilometer. Närmaste större samhälle är Olintla, 2,5 km nordost om Bibiano Hernández. Omgivningarna runt Bibiano Hernández är en mosaik av jordbruksmark och naturlig växtlighet.